# Krrish
Série
Koi... Mil Gaya
(2003) Krrish 3
(2013)
Pour plus de détails, voir Fiche technique et Distribution.
Krrish est un film indien réalisé par Rakesh Roshan, sorti en 2006 et est la suite Koi... Mil Gaya sorti en 2003 réalisé du même auteur.

## Synopsis
Krishna est né avec des super-pouvoirs qu'il a hérité de son père, Rohit, visité par un extra-terrestre pendant son adolescence alors qu'il était mentalement malade. Priya entre dans sa vie et devient son monde. Lorsqu'elle l'appelle de Singapour en lui mentant qu'elle l'aime et pour dévoiler au monde entier ses super-pouvoirs, il la suit après une dispute avec sa grand-mère, qui lui révélera ensuite la source de ses super-pouvoirs et l'autorisera à partir et Krishna fera la promesse de ne révéler sa force, son sang et ses pouvoirs à personne. À Singapour, il sera hébergé dans un appartement offert par Priya.Le docteur Siddhant Arya, un scientifique mégalomaniaque est sur le point de changer le futur pour toujours. Et pour l'arrêter, seul Krishna peut y parvenir, mais à condition de devenir Krrish.

## Fiche technique
- Titre français : Krrish
- Titre original : कृष
- Réalisation : Rakesh Roshan
- Scénario : Robin Bhatt, Sachin Bhowmick, Honey Irani, Akash Khurana et Rakesh Roshan
- Production : Rakesh Roshan
- Musique : Rajesh Roshan
- Photographie : Piyush Shah et Santosh Thundiiayil
- Montage : Amitabh Shukla
- Décors : Samir Chanda
- Pays d'origine : Inde
- Format : Couleurs - 2,35:1 - DTS / Dolby Digital EX - 35 mm
- Genre : Action, Science-fiction, Aventure
- Durée : 185 minutes
- Dates de sorties en salles : 
  -  Inde : 23 juin 2006

## Distribution
- Hrithik Roshan : Krishna / Krrish / Rohit
- Priyanka Chopra : Priya
- Rekha : Sonia Mehra
- Maaninee Mishra : Honey
- Sharat Saxena : Vikram Sinha
- Hemant Pandey : Bahadur
- Naseeruddin Shah : Dr. Siddhant Arya
- Preity Zinta : Nisha
- Bin Xia : Kristian

## Autour du film
- Le film fait suite à Koi... mil gaya, réalisé par Rakesh Roshan en 2003.
- Le tournage a débuté le 1er mars 2005 et s'est déroulé à Kulu-Manali, Mumbai et Singapour.
- Amrita Rao était le premier choix pour le rôle de Priya, mais après avoir vu Priyanka Chopra lors d'une projection spéciale d'Aitraaz (2004), le cinéaste fut si impressionné par sa prestation qu'il décida finalement de lui confier le rôle.